# Paolo De Poli

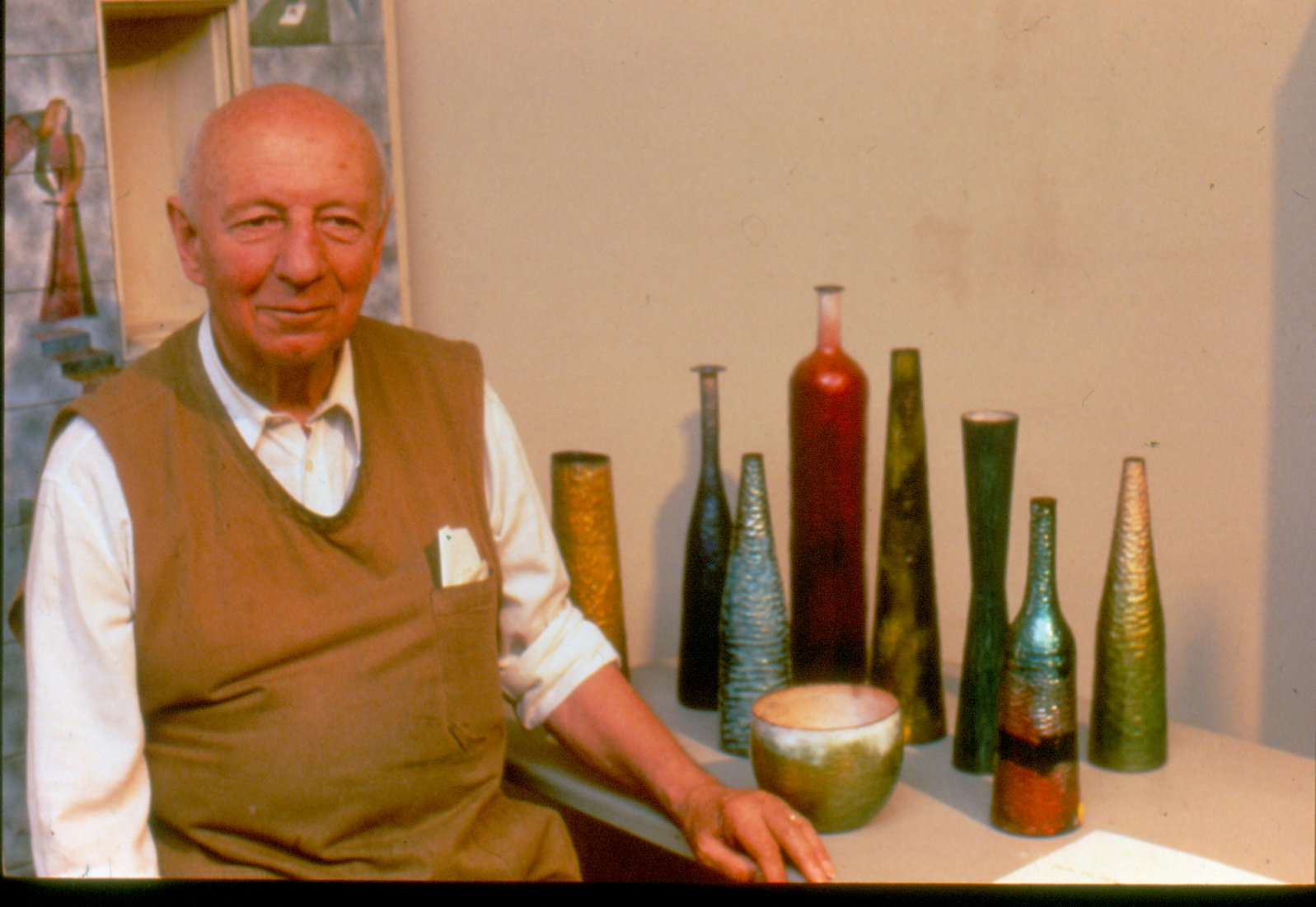
Paolo De Poli im Jahr 1967

Paolo De Poli (* 1. August 1905 in Padua, Italien; † 21. September 1996 ebenda) war ein italienischer Künstler und Designer des 20. Jahrhunderts.

## Leben
Nach einer Ausbildung in der Zeichnung und im Metallrelief an der Kunstschule Pietro Selvatico in Padua und in der Ölmalerei im Atelier del Maler Guido Trentini in Verona begann Paolo De Poli eine Laufbahn als Porträt- und Landschaftsmaler. Mit einem Ölgemälde nahm er 1926 zum ersten Mal an der XV Biennale in Venedig teil. Im Laufe der Jahre wurde er bei Reisen und Besichtigungen von Kunst- und Archäologiemuseen von der alten und traditionsreichen Emailkunst auf Metall fasziniert und er griff diese Kunst auf.
Ab Anfang der 1930er Jahre übte er sich im Kunsthandwerk an kleinen Gegenständen mit vielfältigen Formen und glänzenden Farben. Er war Mitarbeiter von Gio Ponti bei der Realisierung von Möbeln und Dekorpaneelen (in den 1940er Jahren) und von Designobjekten und Skulpturen mit Tiermotiven (in den 1950er Jahren). Neben einer reichen Produktion von Vasen, Schalen, Bechern, Tellern, Türklinken und Schildern aus Emailkupfer arbeitete er auch an großen Dekorpaneelen für Kreuzfahrtschiffe, Universitäten, öffentliche Gebäude und Privatwohnungen von Kunstsammlern sowohl in Italien als auch im Ausland.
Er beschäftigte sich auch mit religiöser Kunst: Für Kirchen in Padua, Abano Terme und Bergamo schuf er Altarbilder und Kreuzwegbilder. In seinem Atelier in Padua experimentierte er immer neue Ausdrucksformen: Hier entwarf und vollendete er hunderte von Kunstwerken in starken Farbtönen und raffinierten Farbnuancen.
Seine Werke wurden in den wichtigsten Weltfachausstellungen präsentiert: 1935 in Brüssel, 1937 in Paris, 1939 in New York und weltweit an Hunderten von Kunstausstellungen und Kunstmessen im Rahmen von Veranstaltungen zum sogenannten Made in Italy. De Poli nahm vierzehnmal an der Biennale di Venezia teil und zehnmal an der Triennale di Milano. Wie auch Muranoglas und Faenza-Keramik wurden viele seiner Glasemailarbeiten auf Kupfer, wie Designobjekte und große Kunstpaneele, ins Ausland exportiert. Sie befinden sich heute weltweit in den Sammlungen der wichtigsten Museen für Kunstgewerbe und Design.
Im Laufe seiner sechzigjährigen Tätigkeit hat er sich fortwährend als Mitglied von Kunstgewerbevereinen und Fachkommissionen für die Förderung und den Schutz des Kunst- und Kulturgutes sowie der Künstlerberufe eingesetzt. Als am 11. März 1944 die Eremitanerkirche in Padua mit ihren Fresken von Andrea Mantegna ausgebombt und zerstört wurde, organisierte Paolo De Poli die Auffindung der Reste des 56 Jahre später wieder zusammengestellten Freskos. Von 1960 bis 1973 war er Mitglied im Verwaltungsrat der Mailänder Triennale. 1970 erhielt er den Ehrentitel Cavaliere del lavoro. Sein Künstlerarchiv mit den Zeichnungen, den Prototypen und seinem Briefwechsel sind im Entwurfsarchiv der Universität für Architektur (IUAV) in Venedig aufbewahrt.

## Werke (Auswahl)

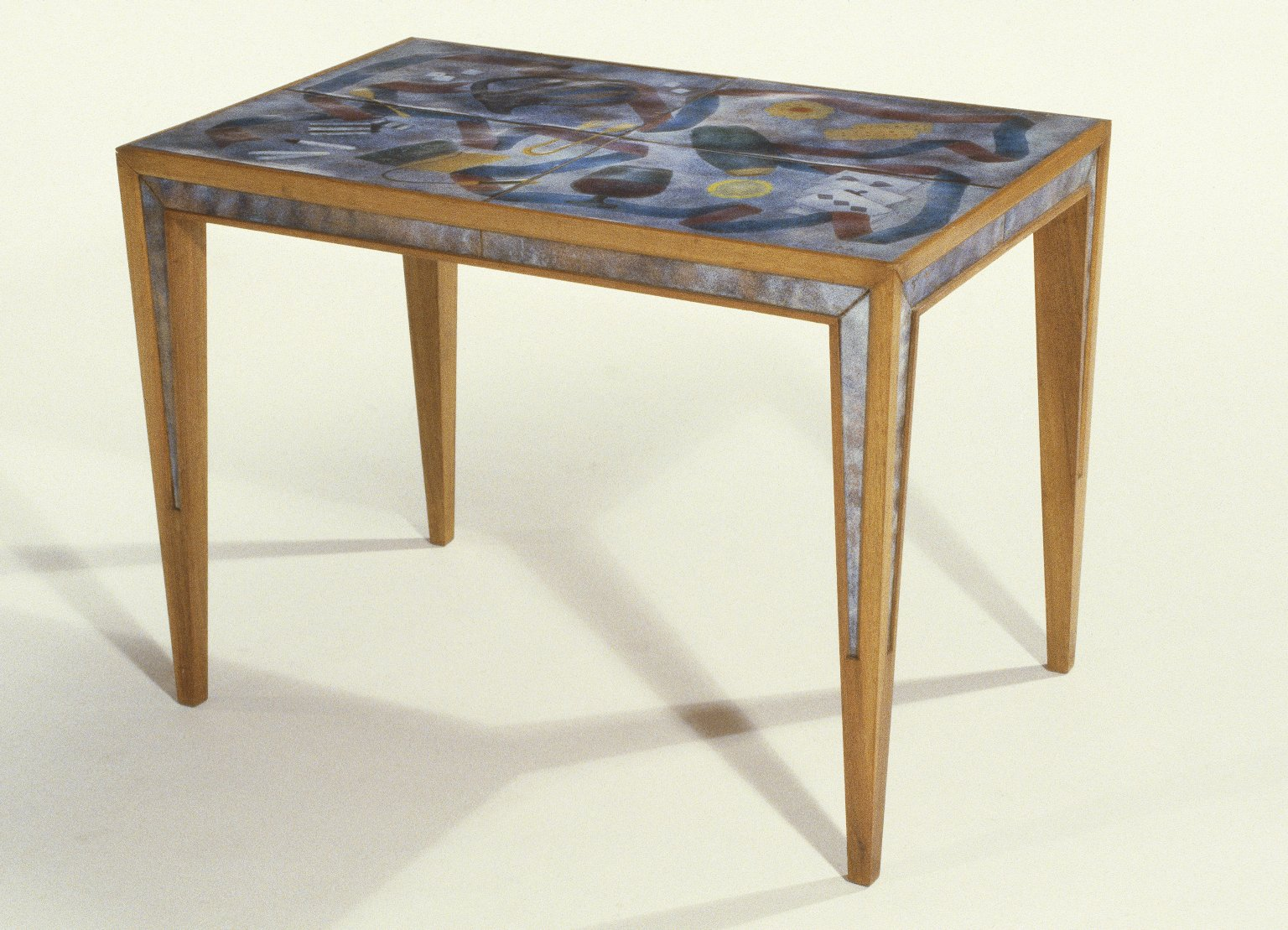
Paolo De Poli und Gio Ponti, Tischlein, ca. 1942. Brooklyn Museum

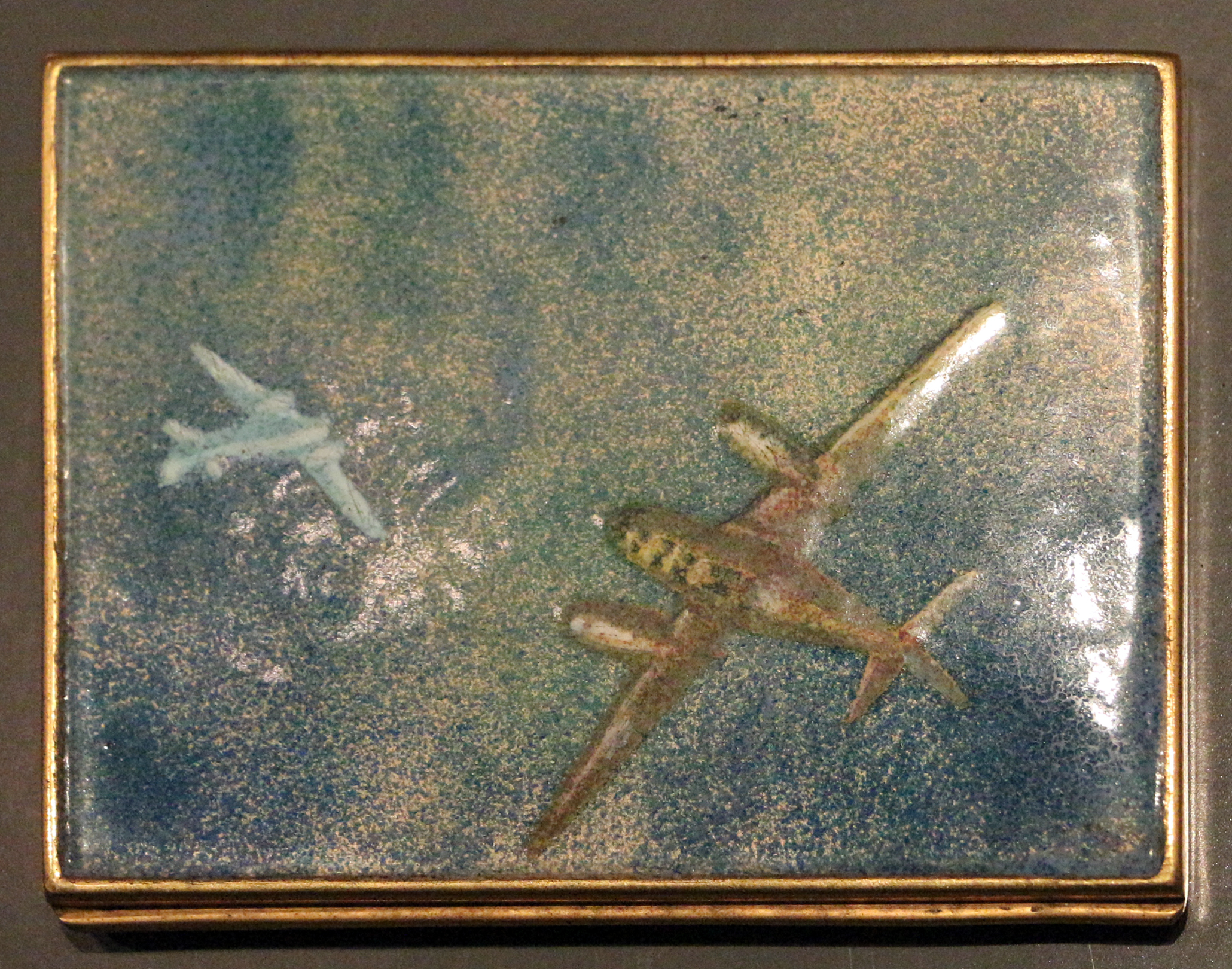
Paolo De Poli für die Luftzeugindustrie Caproni, Zigarettenschachtel 'senza cozzar di rocco', 1942, 02

Neben Schalen, Vasen, Servierbrettern, Möbelstücken und Paneelen hat Paolo De Poli folgende Skulpturen und Designgegenstände hergestellt:
- Podestà Rusca und der Bischof Giordano, Emailpanele (in Zusammenarbeit mit Gio Ponti) Bo – Palast, Universität Padua, 1940.
- Tischlein aus Email und Holz, (in Zusammenarbeit mit Gio Ponti), Brooklyn Museum,[2] New York, um 1942.
- “Die Vier Jahreszeiten”, Emailpanele (in Zusammenarbeit mit Gio Ponti), Salon erster Klasse des Schiffes Conte Grande der Schifffahrtgesellschaft “Società di Navigazione Italia”, 1949.
- Harlequin, Emailpanel (in Zusammenarbeit mit Gio Ponti), Kreuzfahrtschiff Conte Biancamano, der Schifffahrtgesellschaft “Società di Navigazione Italia”, 1949.
- Dekorpanel, Stadtmuseen Padua, 1951.
- “Mondschein”, Emailpanel nach einem Entwurfskarton von Bruno Saetti, 1956.
- Der große Hahn, nach einem Entwurf von Marcello Mascherini, 1957.
- Frühling – Sommer, Emailpanel nach einem Entwurfskarton von Gino Severini, 1957.
- Der große Pfau, Skulptur, Venedig, Internationale Galerie für moderne Kunst, 1962.
- Vasen, Museum für moderne und gegenwärtige Kunst Trient und Rovereto, Rovereto, TN, 1962.[3]
- Hommage an Galileo, Skulptur, Bo – Universitätsgebäude, Padua, 1964.
- Altarbild des Heiligen Antonius und Altarbild der Madonna “Mater Divinae Gratiae”, Herz Jesu – Kirche “Sacro Cuore”, Abano Terme (Padua), Emailpanel nach einem Entwurfskarton des Malers Pino Casarini, 1964.
- Der Stier, Padua, Stadtmuseen, Museum für mittelalterliche un moderne Kunst, 1966
- Möven mit Sonne, Emailpanel, Rom, “Palazzo della Civiltà del lavoro”, 1977.

## Ausstellungen (Auswahl)
- Triennale Mailand, 15 Beteiligungen von 1934 bis 1970.
- Biennale di Venezia, 10 Beteiligungen von 1936 bis 1968.
- Italy at work, Brooklyn Museum, New York, 1950.
- Hommage an Manhattan, Emails von Paolo De Poli, Museum of Contemporary Crafts, New York, 1967.
- Hommage an Paolo De Poli, Museo nazionale della scienza e della tecnologia Leonardo da Vinci, Mailand, 1972.
- Exempla 79. Arbeit und Lebensform im Kunsthandwerk, XXXI Internationalen Handwerksmesse, München, 1979.
- Die Kunst des Emails: Paolo De Poli, anthologische Ausstellung, Palazzo della Ragione, Padua, 1984.
- 8ème Biennale Internationale de l'émail, Limoges, 1986.
- Ausstellung Spende De Poli im Museum für angewandte Kunst, Zuckermann-Palast, Padua, 2007[4]
- Ausstellung “Studi d’artista. Padova e il Veneto nel Novecento” (Künstlerstudien. Padua und Venetien im XX. Jahrhundert), Stadtmuseen Padua, 16. April – 29. August 2010[5]
- The magnificent obsession,[6] Museum für moderne und zeitgenössische Kunst von Trient und Rovereto, Trient, Italien, 2012–2013.

## Bibliographie
- Giò Ponti: De Poli: Smalti Enamels Emaux Emaile Esmaltes. ed. Daria Guarnati, Milano, 1958.
- Pier Luigi Fantelli: L’arte dello smalto: Paolo De Poli. Padova, 1984.
- Jean-Marc Ferrer, Véronique Notin: L’art de l’émail à Limoges. Culture et patrimoine en Limousin, 2005, ISBN 2-911167-44-9.
- AA. VV.: Lo stile nella casa e nell'arredamento. N. 17, maggio 1942, Garzanti, Milano, 1942.
- Paolo Piccione, Gio Ponti: Le navi: il progetto degli interni navali 1948–1953. Idearte, Viareggio, 2007, ISBN 978-88-88033-45-7.
- Alberto Bassi, Serena Maffioletti: Paolo De Poli artigiano, imprenditore, designer. Il Poligrafo, Padova, 2017, ISBN 978-88-9387-048-1.[7]
- Alberto Bassi, Valeria Cafà: Paolo De Poli e Gio Ponti: l’artigiano-designer e l’architetto. Universalia, Pordenone, 2019, ISBN 978-88-941359-3-0.